# Omiodes similis
Omiodes similis is een vlinder uit de familie van de grasmotten (Crambidae), uit de onderfamilie van de Spilomelinae. De wetenschappelijke naam van deze soort is voor het eerst voorgesteld door Frederic Moore in een publicatie uit 1885.
De soort komt voor in Sri Lanka, China , Taiwan en Japan.